# Ivor Broadis
Ivor Broadis   (Isle of Dogs, 18 de desembre de 1922 - Carlisle, 12 d'abril de 2019) fou un futbolista anglès de la dècada de 1950 i entrenador.
Fou 14 cops internacional amb la selecció de futbol d'Anglaterra amb la qual participà a la copa del Món de futbol de 1954. Pel que fa a clubs, destacà a Carlisle United, Sunderland AFC, Manchester City FC, Newcastle United FC i Queen of the South.